# Cratere Nuon
Nuon  è un cratere sulla superficie di Venere.